# 真珠 (坂口安吾)
『真珠』（しんじゅ）は、坂口安吾の短編小説。1941年（昭和16年）12月8日の真珠湾攻撃における「九軍神」への素直な感動を題材にした私小説である。死に赴いた9人の若者を〈あなた方〉と呼びかけながら、彼らが特攻していた時間と同じ時間の坂口自身の無頼な日常を対比的に綴ることにより、独特の作品世界と美しさを描き出している。
『真珠』は、大東亜戦争（太平洋戦争）勃発の12月8日について書かれた作品の中で、「九軍神」のことを取り扱った最初の小説とされているが、その後、一時再版が禁じられ、没後に刊行された全集や文庫版において収録された。

## 発表経過
1942年（昭和17年）6月1日、文芸雑誌『文藝』6月号（第10巻第6号）の「小説」欄に掲載され、翌1943年（昭和18年）10月に大観堂より刊行の単行本『真珠』に初収録された。しかし再版の刊行は禁じられ、その後、坂口生前の単行本に収録されることはなかった。
坂口没後は、1968年（昭和43年）4月に冬樹社より刊行の『定本坂口自身全集 第2巻』に収録された。文庫版は『白痴・二流の人』（角川文庫）などで刊行されている。翻訳版はJames Dorsey訳（英題：Pearls）で行われている。

## あらすじ
「僕」は12月6日の午後から小田原のガランドウの所へどてらを取りに行く予定だったが、その晩つい飲み歩いて、結局小田原へ出発したのは12月7日の夕方であった。三好達治の家に置いていた「僕」のどてらは、夏の洪水で水浸しになってしまい、それを干して乾かしてくれたのがガランドウだった。ガランドウとは看板屋「ガランドウ工芸社」の親爺（主人）のことで、牧野信一の幼馴染である。
ガランドウは国府津での仕事で留守だったので、そこらにあった酒を飲んで「僕」が待っていると、アカギ鯛をぶら下げてガランドウが戻ってきた。「僕」は大井廣介の夫人から、小田原で魚を買ってきてほしいと頼まれたことを思い出し、ガランドウに訊くと、国府津か二の宮なら新鮮な魚が手に入るとのことだった。ガランドウが翌日の仕事先を変更して二の宮魚市塲に連れていってくれることになり、どてらをぶら下げて東海道を歩くわけにもいかず、結局どてらは、またこの次という本末転倒になった。
翌日の12月8日の早朝、ガランドウは箱根の環翠楼で用事を済ませて昼には戻ってくるとのことだった。おかみさんは戦争が始まったらしいと教えてくれたが、この近辺ではラジオは昼に止まってしまうそうだった。「僕」はタイの国境あたりの紛争のことと思い、数時間ほど読書した後、正午前に小田原の街で出て、ラジオのある床屋に行った。
髭をあたっている時、大詔（宣戦の詔勅）の奉読があった。「僕」の頬に涙が流れた。「言葉のいらない時が来た。必要ならば、僕の命も捧げねばならぬ。一兵たりとも、敵をわが国土に入れてはならぬ」と「僕」は思った。ガランドウの店先に戻った「僕」は、近くの菓子屋のラジオから流れるハワイの真珠湾奇襲作戦の戦況ニュースをガランドウと一緒に聴いた。その時はまだ「あなた方」（九軍神）の報道はなかった。「あなた方」のことが公表されたのは、翌年3月5日の最初の空襲警報発令の翌日の3月6日の午後3時であった。
二の宮の魚市塲にはあいにく地元の魚はなかったが、魚屋の親爺は鮪をとっておいてくれ、焼酎のサイダー割りを振る舞ってくれた。「僕」はガランドウと店先で鮪の刺身を食べながら、はたして東京へ無事帰れるだろうかと考えていた。敵もハワイをやられて黙って引っ込んでいられるはずはないだろう。「僕」は、米軍機の編隊が今まさに、太平洋を飛んでいる様を想像した。
街頭では少年工夫が電球を外していた。空襲で汽車が途中で不通になったら鮪をかじりながら歩くまでだと「僕」は覚悟した。ガランドウがいつの間にかネギの包みを持っていて、残りの鮪はネギマにするがいいと「僕」に渡した。「僕」は二の宮のプラットフォームでガランドウと別れた。
「僕」が魚屋の店先で鮪の刺身と焼酎を飲んでいた12月8日の午後4時30分頃、ちょうどその時（現地時間午後9時頃）、「あなた方」は真珠湾内に潜み日没を待っていた。「あなた方」の特攻でアリゾナ戦艦は大爆発した。日本時間の午後6時11分、「あなた方」の何人かはまだ生きていた。その時間に「爆破成功」の無電があったのだ。しかし午後7時14分に放送は途絶し、「あなた方」は帰らなかった。帰るべきはずはなかった。
「必ず死ぬ」と決定した時に、それでもなお進み入る人は常人ではない。ましてや、一時の情熱ではなく、一貫した信念で冷静にそれがなされた時、その人を「偉大なる人」と呼ばねばならぬ。普段、酒に酔っ払って「いざとなれば命を捨てて見せる」と気焔をあげがちな「僕」であるが、それは決して現実に死に「直面」していないことで、その根底には欺瞞があるのだ。
戦地に赴く時に、死の不安があるにしても、「たぶん死にはしないだろう」という何パーセントかの意識がある時には、いかに完璧に死の恐怖を否定はできても、それは完全に「死に直面」したこととは違うのである。幾分かの生還の意識がある時には、ヤンキーといえども、タッチダウンの要領でトーチカに飛び込み、鼻歌まじりに進みうる。しかし、絶対に死ぬと決まった時、いったい誰が鼻歌まじりに進め入るだろうか。それができるのは、ただ「超人」だけである。戦争は、我々が平和な食卓で結論するほど単純なものではないのである。

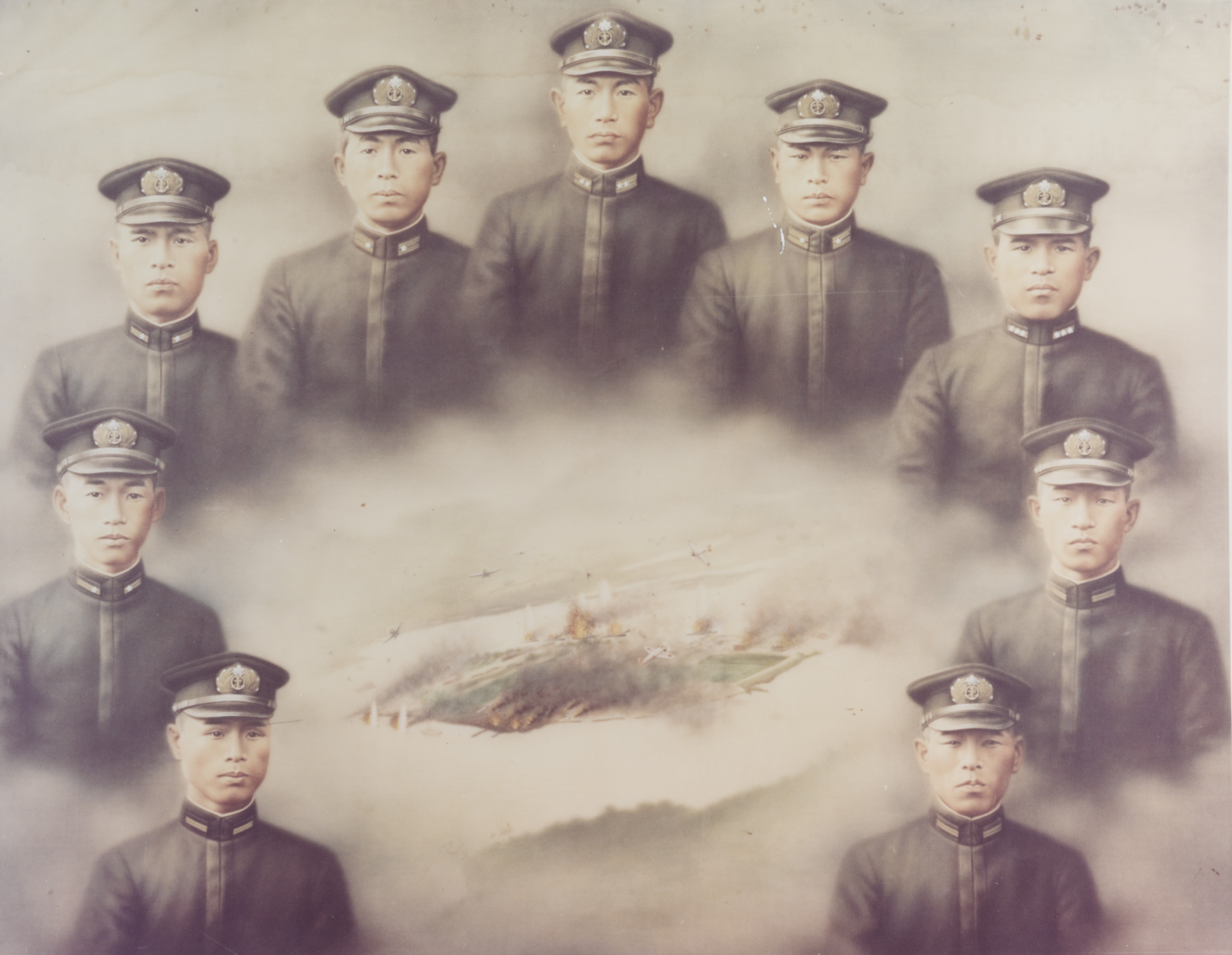
九軍神の面々

「あなた方」9人は、命令を受けたのではなかった。「あなた方」の数名が自ら発案し、それから数か月間、極秘に我々の知らない海で猛特訓に余念なく勤しんでいた。「あなた方」は、いわば死ぬための訓練に没入していた。「あなた方」の日常から、もはや悲愴とか感動とかいうものを嗅ぎだすことはできない。そして「生還」の二字は「あなた方」の意識から綺麗さっぱり消え失せ、もう死の不安を視つめることもなくなった。
死は「あなた方」の手足の一部となり、考えは、敵の戦艦に穴を開けることだけに占められ、その練習の成果に自信満々で微塵も不安はない様子であった。「あなた方」は門出に際し、〈軍服は着て行くべきだが、暑いから作業服で御免蒙らう〉などと呑気なことを言い、お弁当、サイダー、チョコレートまでもらったため、〈まるで遠足に行くやうだ〉と勇んで艇に乗り込んだ。出陣の挨拶は、行ってきます、とは言わず、ただ〈往きます〉とだけ言い遺して水中に姿を消した。
「あなた方」はまだ30歳にも満たない若さだったが、老翁と同じく自信に満ちた一生であった。或る80歳を越えた富豪の老翁は、自分の白骨をお花畑で風に撒いてほしいと遺言を託した。〈散つて真珠の玉と砕けん〉と詠った「あなた方」は自らの手で、真珠の玉と砕けることが決定された道であった。そして実際、「あなた方」の骨肉は粉となり、真珠湾海底に散ったはずである。汗じみた作業服で日夜鋼鉄の艇内で頑張り通した「あなた方」が生還の二字を忘れた時、「あなた方」は死も忘れた。まったく「あなた方」は遠足に行ってしまったのである。

## 登場人物
僕
坂口安吾。出版社の大観堂から金を受け取った後、昭和16年12月7日に小田原にどてらを取りに行く。10月と11月にもどてらを取りに行ったが、その時はまだ寒くなかったために面倒になり、手ぶらで東京に戻って来たが、冬本番の12月となり、どうしてもどてらが必要となる。12月6日より前は、『現代文學』同人の大井廣介の家に泊まっていた。
ガランドウ
熱海から辻堂と、東海道を股にかけて、看板書きの仕事をしているガランドウ工芸社の主人。牧野信一の幼馴染。時には、「酉水」という雅号のようなものを記していることもある。「酉水」とは「酒」の意味である。「僕」は、ガランドウの書体を熟知しているので、東海道の思わぬ場所でガランドウが手がけた看板と出くわし、思わず吹き出してしまうこともある。12月7日に長男の17歳の元服祝いをした後、国府津へ仕事に出かけていた。土器の発掘が趣味で、コレクションしている。本名は山内直孝。
魚屋
二の宮魚市塲の魚屋の親爺。労働者だけに特配の焼酎を振る舞う。

## 作品背景
坂口安吾が「あなた方」と呼んでいる「九軍神」は、1941年（昭和16年）12月8日の真珠湾攻撃における特殊潜航艇による海底特攻をした10人の内の亡くなった9人のことである。彼らは5艇に2人ずつ乗って出撃し、1人は捕虜となった。彼らは自ら志願して自爆攻撃をした英雄とされ、「九軍神」と呼ばれた。
安吾が『真珠』を執筆したのは、初めて「九軍神」の武勲が報道された1942年（昭和17年）の3月6日から間もない時期である。
「十二月八日のことを書いた」小説と紹介された初出掲載の『文藝』の編集後記では、次のように当時の社会情勢が記されている。

## 作品評価・研究
発表当時の文芸時評において宮内寒弥は、12月8日のことを書いた作品は他に、上林暁の『歴史の日』、伊藤整の『十二月八日の記録』、太宰治の『十二月八日』があることを言及しながら、その中でも坂口安吾の『真珠』は「小説の結構を備へてゐるもの」とし、他の12月8日を描いた作品が「感激の早取写真的傾向」を持っているのに比して『真珠』は、「始めて完璧な小説へのかたちとなつて現はれた」秀作だと評している。そして、「軍神九勇士」を〈あなた方〉と呼びかけることに「一番感服した」とし、こうした「コロンブスの卵」的なアイデアで小説化した坂口の手腕は貴重だとしている。
平野謙も同じ文芸時評で、『真珠』の読後感を、「大東亜戦争勃発以来、はじめて芸術家の手になる決戦下の文学らしい文学」を読んだ気がすると高評価し、以下のように讃辞を述べている。
七北数人は、9人の「決死行」の特攻と、安吾自身の「自堕落」な生活の「対比」と見るにはコントラストが弱すぎ、二極の対立で描かれているのではないとし、「命を捨てて突撃する若者たちの、壮烈で澄んだ精神」に分け入っているが、安吾は彼らを「理想の人間」としているのでなく、自身の日常を卑下しているわけでもないと解説し、そこに描かれているのは「日常に落ちてくる霹靂」、「暗い予感」だと述べている。
そして七北は、平凡な安吾の12月8日にも、わずかながらに「九軍神の決死の時間」が、不安や「緊迫した空気」として共有され、戦後発表の『堕落論』の中に見られる「人々の透明な心情、死を前にした幻影のような明るさ」が、すでにこの『真珠』の時代から広がり初めていたとして、そういった「時代の心象」を同時代にいながら安吾は描こうとしていたと考察している。
奥野健男は、坂口安吾が自身の「無頼」の生活と、特攻隊の勇士たちの「死を前にしたゆえの透明な明るさ」を対比させて、「むごたらしいものの美しさ」を追求した作品にしていると解説している。そして、安吾が戦時下の日本の「壮大な滅びの宴をすべて眺めながら自分も滅亡しよう」と考え、疎開もしないで空襲下の東京に居残ったと考察している。

## おもな刊行本・収録本
- 『真珠』（大観堂、1943年10月） NCID BN11328168
  - 収録作品：「母」「古都」「孤独閑談」「木々の精、風の精」「風人録」「波子」「真珠」
- 『定本坂口安吾全集 第2巻 小説II』（冬樹社、1968年4月10日）
  - 監修・題字：石川淳。編纂：奥野健男、河上徹太郎、檀一雄、小林秀雄、平野謙、獅子文六、福田恆存
  - 解説：奥野健男。作家論：倉橋由美子。解題：渡辺彰、肥田晧三、関井光男「『吹雪物語』について」
  - 付録・月報第3号：岡田金蔵：「『吹雪物語』のこと」。埴谷雄高「安吾と雄高警部」。頼尊清隆：「闇の中の安吾さん」
- 『坂口安吾全集3』（ちくま文庫、1990年2月27日）
  - カバーデザイン：横尾忠則
  - 解説：本田和子「女人という『虚空』」。解題：関井光男
  - 収録作品：「禅僧」「不可解な失恋に就て」「雨宮紅庵」「老嫗面」「女占師の前にて」「南風譜」「閑山」「紫大納言」「木々の精、谷の精」「勉強記」「醍醐の里」「総理大臣が貰った手紙の話」「篠笹の陰の顔」「盗まれた手紙の話」「イノチガケ―ヨワン・シローテの殉教―」「風人録」「波子」「島原の乱雑記」「真珠」「居酒屋の聖人」「五月の詩」「伝統の無産者」「二十一」「鉄砲」「露の答」「朴水の婚礼」「土の中からの話」
- 『坂口安吾全集03』（筑摩書房、1999年3月20日）
  - 装幀：菊地信義。編集：柄谷行人、関井光男。解題：関井光男。
  - 付録・月報11：池内紀「『私観』の読み方」〈解説〉、養老孟司「若い頃」〈エッセイ〉、井上友一郎「坂口安吾著『炉辺夜話集』」〈回想・同時代評〉、柄谷行人「坂口安吾について（12）穴づるし」〈連載〉
  - 収録作品：「かげろふ談義」「紫大納言〔初出稿〕」「木々の精、谷の精」「長篇小説時評」「茶番に寄せて」「勉強記」「市井閑談」「日本の山と文学」「醍醐の里」「総理大臣が貰つた手紙の話」「生命拾ひをした話」「篠笹の陰の顔」「文字と速力と文学」「盗まれた手紙の話」「イノチガケ」「風人録」「紫大納言」「後記〔『炉辺夜話集』〕」「死と鼻唄」「相撲の放送」「作家論について」「島原一揆異聞」「文学のふるさと」「中村地平著『長耳国漂流記』」「波子」「島原の乱雑記」「ラムネ氏のこと」「新作いろは加留多」「日本の詩人」「古都」「孤独閑談」「文章のカラダマ」「たゞの文学」「日本文化私観」「外来語是非」「文芸時評〔1942.5.10-5.13〕」「真珠」「甘口辛口」「大井広介といふ男」「居酒屋の聖人」「今日の感想」「剣術の極意を語る」「青春論」「文学と国民生活」「五月の詩」「講談先生」「伝統の無産者」「巻頭随筆」「二十一」「諦らめアネゴ」「黒田如水」「鉄砲」「歴史と現実」「予告殺人事件」「露の答」「土の中からの話」
  - ※ 坂口安吾の直筆原稿を翻刻した唯一の版。
- 文庫版『白痴・二流の人』（角川文庫、1970年3月10日。改版1989年、2008年、2012年）
  - 装幀：杉浦康平。カバー装画：沢村幸子。解説：三枝康高。奥野健男「坂口安吾――人と作品」。主要参考文献。年譜。
  - ※ 2008年（平成20年）の改版より、カバー装画：メグ・ホソキ。
  - 収録作品：「木枯の酒倉から」「風博士」「紫大納言」「真珠」「二流の人」「白痴」「風と光と二十の私と」「青鬼の褌を洗う女」
- 文庫版『白痴・青鬼の褌を洗う女』（講談社文芸文庫、1989年7月3日）
  - 装幀：菊地信義。解説：川村湊
  - 収録作品：「ラムネ氏のこと」「ふるさとに寄する讃歌」「帆影」「木々の精、谷の精」「波子」「真珠」「白痴」「外套と青空」「女体」「恋をしに行く」「戦争と一人の女」「続戦争と一人の女」「青鬼の褌を洗う女」
- 文庫版『堕落論・特攻隊に捧ぐ――無頼派作家の夜』（実業之日本社文庫、2013年12月5日）
  - 編集・解説：七北数人
  - 収録作品：「堕落論」「続堕落論」「白痴」「戦争と一人の女〔無削除版〕」「真珠」「特攻隊に捧ぐ」「わが戦争に対処せる工夫の数々」「青年に愬う――大人はずるい――」「朴水の婚礼」「桜の森の満開の下」「木枯の酒倉から」「――聖なる酔っ払いは神々の魔手に誘惑された話――」「酒のあとさき」「ちかごろの酒の話」「歓楽極まりて哀情多し」「反スタイルの記」「机と布団と女」「大阪の反逆」「不良少年とキリスト」
- 英文版『Literary Mischief: Sakaguchi Ango, Culture, and the War （New Studies of Modern Japan）』（訳：James Dorsey、編集：James Dorsey、Doug Slaymaker）（Lexington Books,、2010年5月30日）
  - 収録作品：日本文化私観（A Personal View of Japanese Culture）、真珠（Pearls）、堕落論（Discourse on Decadence）、続堕落論（Discourse on Decadence, Part II）

### アンソロジー収録
- 『青春の屈折 上巻――全集 現代文学の発見 第14巻』（学芸書林、1968年7月。愛蔵版1976年5月。新装版2005年1月）
  - 編集：大岡昇平、佐々木基一、埴谷雄高、花田清輝、平野謙。解説：長田弘
  - 収録作品：梶井基次郎「冬の蠅」、中島敦「かめれおん日記」、堀辰雄「恢復期」、伊藤整「若い詩人の肖像」、中野重治「歌のわかれ」、高見順「故旧忘れ得べき」、坂口安吾「古都」「真珠」、太宰治「ダス・ゲマイネ」、檀一雄「花筐」、立原道造「萱草に寄す」、井上立士「編隊飛行」、田宮虎彦「琵琶湖疏水」、西原啓「焦土」、日本戦没学生記念会編「きけわだつみのこえ」日本戦没学生の手記 (抄)
- 『交錯する軌跡――注釈昭和の短篇小説』（双文社、1991年4月）
  - 編集：江頭太助。校注：赤塚正幸、江頭太助、花田俊典、松本常彦
  - 収録作品：梶井基次郎「ある心の風景」、中野重治「鉄の話その一：縄を誰の首にかけるか」、川端康成「白粉とガソリン」、伊藤整「生物祭」、坂口安吾「真珠」、太宰治「トカトントン」、梅崎春生「蜆」、安岡章太郎「ジングルベル」、原民喜「心願の国」